# Nicolaus V (motpåve)
Nicolaus V, född Pietro Rainalducci cirka 1275 i Corvaro, Italien, död 16 oktober 1333 i Avignon, Frankrike, var franciskanmunk samt motpåve från den 12 maj 1328 till den 25 juli 1330.
Vid den här tiden residerade de legitima påvarna i Avignon i södra Frankrike under påvarnas babyloniska fångenskap. I maj 1328 uppsattes Nicolaus V i Rom som motpåve mot Johannes XXII av Ludvig IV av Bayern, men tvingades med Ludvig i augusti samma år lämna Rom. Han underkastade sig 1330 i Avignon och hölls i fängelse till sin död 1333. 